# Omer Pasza
Omer Pasza, tur. Ömer Lütfi Paşa (ur. 24 września 1806 w Janja Gora, zm. 18 kwietnia 1871 w Stambule) – marszałek osmański pochodzenia serbskiego.
Jego właściwe imię i nazwisko to Mihajlo Latas, był Serbem z Chorwacji. Pochodził z prawosławnej rodziny wojskowej, ojciec był dowódcą regimentu na Pograniczu Wojskowym. Uciekł z Austrii, po przyjęciu religii muzułmańskiej przyjął nazwisko Ömer Lütfi i został nauczycielem późniejszego sułtana Abdülmecida I oraz adiutantem Chusrewa Paszy. W 1844 stłumił powstanie Dervisha Cary w Albanii. Pełnił funkcję namiestnika wojskowego na Wołoszczyźnie w latach 1848–1851. Tłumił także powstanie w Bośni i Hercegowinie w latach 1850–1851. Prowadził działania zbrojne przeciwko dowodzonym przez Lukę Vukalovicia powstańcom w Czarnogórze w latach 1852–1853. W okresie wojny krymskiej dowodził armią nad Dunajem (m.in. w bitwie nad Olteniţą), następnie na Krymie. Uczestnik bitwy nad Almą i oblężenia Sewastopola.
W 1855 roku walczył przeciwko Rosji na Kaukazie. W latach 1861–1862 ponownie tłumił powstanie w Bośni i Hercegowinie oraz ponownie w Czarnogórze. Nie udało mu się w 1867 roku stłumić powstania na Krecie. Mianowany marszałkiem w 1864 roku. Dwukrotny wiceminister wojska imperium osmańskiego. W swoich działaniach podkreślał rolę artylerii.